# Joël Thüring
Joël Thüring (* 5. Dezember 1983) ist ein Schweizer Politiker (SVP).

## Leben und Wirken

### Beruf
Thüring ist ausgebildeter Speditionskaufmann und seit 2010 Geschäftsführer der aspero ag, eines Unternehmens im Bereich Polit-Consulting. Vor seiner selbständigen Tätigkeit arbeitete er in der Verwaltung des Kantons Basel-Stadt und davor am EuroAirport Basel als Luftfracht-Koordinator.

### Politik
Bereits 2005 wurde er, als damals jüngstes Ratsmitglied, zum ersten Mal in den Grossen Rat des Kantons Basel-Stadt gewählt. Im selben Jahr wurde er zum Präsidenten der Jungen SVP Schweiz gewählt.
2006 geriet Thüring in die Schlagzeilen, weil er als Präsident der Jungen SVP Basel-Stadt Geld aus der Parteikasse entwendet hatte. Er trat bereits zuvor von sämtlichen Funktionen in der Partei und aus dem Grossen Rat zurück.
2013 wurde Thüring mit dem viertbesten Resultat auf der SVP-Liste erneut Mitglied des Grossen Rates. 2015 hatte er seine Militärersatzsteuer in Höhe von 2400 Franken zu spät bezahlt. Bis 2015 waren Thüring und sein Parteikollege Sebastian Frehner Partner bei der aspero ag. Thüring war zudem Frehners persönlicher Mitarbeiter für dessen Nationalratsmandat. In der Folge trennten sich die Geschäftspartner beruflich, und Frehner verkaufte die Hälfte des Unternehmens an Thüring.
Im Herbst 2016 wurde Thüring mit dem besten Resultat seiner Liste im Wahlkreis Grossbasel West in den Grossen Rat wiedergewählt. Thüring war bereits seit Februar 2016 Statthalter (Vizepräsident) des Grossen Rates und war als neuer Grossratspräsident für das Amtsjahr 2017/18 vorgesehen. Er war schliesslich vom 8. Februar 2017 bis 31. Januar 2018 Präsident des Grossen Rats, nachdem er mit 63 von 98 gültigen Stimmen bei 33 Enthaltungen gewählt worden war, was einem eher schlechten Wahlergebnis gleichkommt. Thüring war der jüngste «höchste Basler» seit über hundert Jahren. Für seine Funktion als Grossratspräsident erhielt er weitherum Lob, da er den Rat umsichtig und speditiv führte.
2018 wurde bekannt, dass Frehner eine Anzeige gegen Thüring erhoben hatte, weil dieser sich angeblich heimlich Zugriff zu dessen persönlichen Parlaments-E-Mails verschafft hatte. Die beiden einigten sich schliesslich aussergerichtlich: Frehner zog die Anzeige zurück, und das Verfahren wurde schliesslich eingestellt; Thüring legte im Gegenzug sämtliche parteiinternen Ämter nieder und verzichtete auf eine Kandidatur für Regierungsrat und Nationalrat in den Jahren 2019 und 2020. Der Sachverhalt indes wurde nie abschliessend geklärt. Nur wenige Monate später, im November 2018, wurde Thüring wieder als Parteisekretär eingesetzt, weil kein Nachfolger gefunden werden konnte und der Parteivorstand sich hinter Joël Thüring stellte.
Im Herbst 2020 wurde Thüring erneut mit dem besten Resultat seiner Liste in den Grossen Rat wiedergewählt. Er erhielt dabei fast 700 Stimmen mehr als der Zweitplatzierte und die mit Abstand meisten Fremdstimmen auf SVP-Listen in der Stadt Basel.
Seit 2012 ist Thüring auch Mitglied des Bürgergemeinderates der Stadt Basel und als solcher Mitglied der Aufsichtskommission der Bürgergemeinde der Stadt Basel. Seit 2019 ist er zudem Fraktionspräsident der SVP im Bürgergemeinderat. Er vertritt die SVP zudem seit 2017 in der Schulkommission der Fachmaturitätsschule FMS Basel.
Im Grossen Rat ist Thüring seit 2012 Mitglied des Ratsbüros sowie der Bildungs- und Kulturkommission und der Geschäftsprüfungskommission. Er ist damit eines der amtsältesten Mitglieder in den jeweiligen Kommissionen. Seit 2020 ist er zudem Mitglied der Parlamentarischen Untersuchungskommission PUK Biozentrum. Er war von 2020 bis 2021 Mitglied der Spezialkommission Klima, vertritt den Grossen Rat zudem seit 2017 in der Interparlamentarischen Geschäftsprüfungskommission IGPK Universität und ist seit 2021 zusätzlich Mitglied der Interparlamentarischen Geschäftsprüfungskommission IGPK Universitäts-Kinderspital. Er vertritt den Grossen Rat ausserdem im Vorstand der Interkantonalen Legislativkonferenz ILK. Seit 2021 ist er zusätzlich Vizepräsident der Geschäftsprüfungskommission und der PUK Biozentrum.
Thüring fiel in der jüngeren Vergangenheit politisch vor allem durch sein Aktivwerden gegen rumänische Bettlerbanden aus Osteuropa auf. So reichte er im Juli 2020 einen Vorstoss zur Wiedereinführung des Bettelverbots ein, welcher im Grossen Rat eine Mehrheit fand. Mit diesem Vorstoss soll erwirkt werden, dass das Bettelverbot in Basel-Stadt wieder eingeführt wird.

### Kolumnist
Seit 2018 ist Thüring regelmässiger Kolumnist der Wochenzeitung Schweizerzeit. Seit 2021 ist er ausserdem Kolumnist der Basler Zeitung und schreibt dort regelmässig Kolumnen zu aktuellen Themen der Basler Politik.

### Mandate
Neben seinen politischen Aktivitäten sitzt Thüring im Vorstand der Mobilen Jugendarbeit Basel. Er ist ausserdem Vorstandsmitglied des Bundes der Steuerzahler Basel-Stadt, Mitglied des Vorstandes «Pro Herzstück» sowie des Patronats des Vereins «Mehr Leben».